# Tartu
Tartu (hist. pol., niem. i szw. Dorpat, ros. Дерпт, Dierpt, dawn. ros. Юрьев, Jur´jew) – drugie co do wielkości miasto Estonii, uznawane za intelektualną i kulturalną stolicę kraju. Słynie z uniwersytetu, założonego w 1632 przez króla Szwecji Gustawa II Adolfa. Przez miasto przepływa rzeka Emajõgi, łącząca dwa największe jeziora Estonii (Võrtsjärv i Pejpus). Transport lotniczy obsługuje Port lotniczy Tartu. Tartu jest miastem, w którym znajduje się siedziba sądu najwyższego Estonii.
Tartu leży na trasie Europejskiego Szlaku Gotyku Ceglanego. Na południe od miasta leży Park Narodowy Karula.

## Nazwa miasta
Pierwsza historyczna nazwa miasta pochodzi od twierdzy Tarbatu wzniesionej w V wieku przez Estów. Od tej nazwy wzięła się nazwa nadana przez niemieckich krzyżowców, którzy nazwali miasto Dorpat, nazwa ta obowiązywała w czasie niemieckiego panowania w Estonii i m.in. w czasie polskiego panowania. Od nazwy niemieckiej wzięła się nazwa rosyjska. Pod panowaniem rosyjskim miasto nazywało się Дерпт (Derpt) oraz później Юрьев (Jurjew), ta druga nazwa miasta pierwotnie została nadana przez Jarosława I Mądrego. Od czasu uzyskania niepodległości przez Estonię w 1917 miasto, tak jak w języku estońskim, nazywa się – Tartu.

## Historia

### Czasy najdawniejsze
Ślady archeologiczne wskazują, że pierwsza stała osada w miejscu, gdzie dziś jest miasto, istniała już w V wieku. W VII w. zbudowano drewniane fortyfikacje po wschodniej stronie wzgórza Toomemägi. Pierwsza wzmianka pisana o Tartu pochodzi z roku 1030, kiedy książę kijowski Jarosław I Mądry zdobył osadę i wzniósł własny fort, który nazwał Jurjew (Jurij było jego imieniem z chrztu).
Najeźdźcy nałożyli kontrybucję na lokalne ludy i pobierali ją aż do 1061, kiedy Jurjew został spalony przez jedno z lokalnych plemion. Odbudowany przez Rusinów, padł ofiarą ognia ponownie 1138. Po kolejnej odbudowie stał się największą ruską osadą w regionie.

### Krucjaty
W okresie krucjat północnych Tarbatu kilkakrotnie było zdobywane przez kawalerów mieczowych i odbijane przez Estończyków. Dopiero w 1224 po długim oblężeniu bronione przez żołnierzy Wjaczka z Koknese miasto zostało ostatecznie zdobyte przez niemieckich krzyżowców. Od tej pory znane jako Dorpat, stało się ważnym ośrodkiem handlowym oraz siedzibą biskupa.
W 1262 Dymitr Aleksandrowicz, syn Aleksandra Newskiego, zdobył miasto, nie udało mu się jednak sforsować umocnień twierdzy biskupiej na Toomemägi. W latach osiemdziesiątych XIII wieku Dorpat dołączył do Hanzy, stając się ośrodkiem kultury niemieckiej aż do końca XIX wieku.

### Czasy polskie i szwedzkie

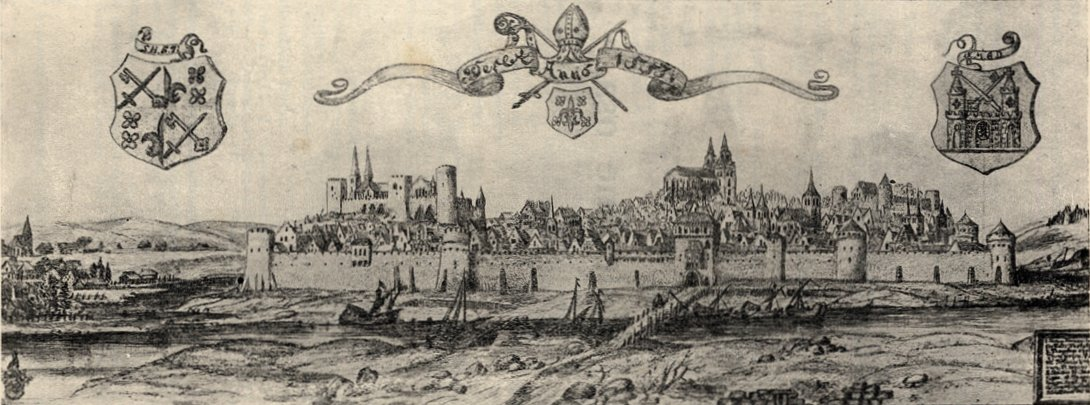
XVI-wieczna panorama miasta

W 1558 roku od najazdu cara Iwana Groźnego rozpoczęły się wojny inflanckie. Dorpat poddał się bez walki, a biskup został uwięziony w Moskwie – był to koniec biskupstwa w Tartu. W 1582 roku, po pokoju w Jamie Zapolskim, miasto stało się częścią Wielkiego Księstwa Litewskiego, a później Rzeczypospolitej Obojga Narodów. W tym okresie (1583) w mieście ufundowana została szkoła jezuicka Gymnasium Dorpatense, a król polski Stefan Batory nadał miastu flagę w polskich barwach narodowych. W 1584 roku król nadał Dorpatowi prawo składu. W 1586 powstało tutaj kolegium jezuickie. Od 1598 roku miasto było stolicą województwa dorpackiego (do 1660).
Na przełomie 1600 i 1601 roku szwedzka armia księcia Karola Sudermańskiego obległa miasto. Polski garnizon składający się z trzech chorągwi rajtarii i oddziału hajduków, wraz z mieszczanami i chłopami, odpierał szwedzkie szturmy do czasu zranienia jednego z dowódców obrony, rotmistrza Henryka Ramela, i zdrady rotmistrza Hermana Wrangla, który zaatakował kasztelana zamku i wiernego polskiemu królowi rotmistrza Kaspra Tyzenhausa i otworzył bramy miasta Szwedom.
13 kwietnia 1603 roku wojska Rzeczypospolitej odzyskały miasto, gdy komendant szwedzkiego garnizonu poddał miasto hetmanowi Janowi Karolowi Chodkiewiczowi. Około 1000 Szwedów skapitulowało na honorowych warunkach i pozostawiając artylerię, odeszło do Tallinna pod eskortą wojsk polskich, które zaopatrzyły ich także w podwody, aby mogli zabrać ze sobą rannych. 60 najemników opuściło szwedzkie szeregi i zaciągnęło się na służbę Rzeczypospolitej.

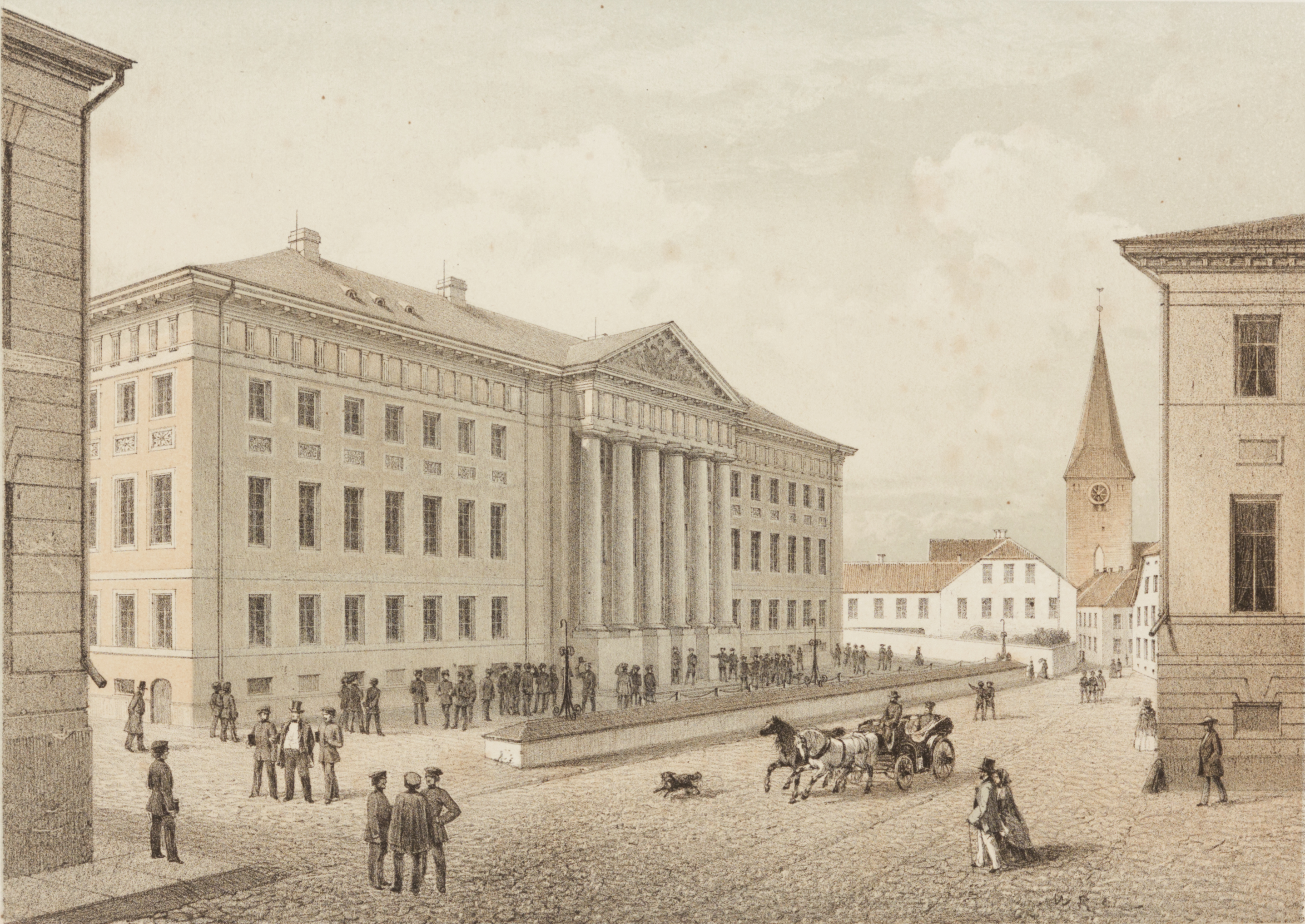
Uniwersytet w Tartu w XIX wieku

W roku 1625 Tartu ponownie zostało opanowane przez Szwedów i do Rzeczypospolitej już nie powróciło. W 1632 roku szwedzki król Gustaw II Adolf ufundował Academia Dorpatensis, czyli uniwersytet.

### Czasy rosyjskie
W 1656 roku wojska rosyjskie zdobyły Dorpat, by utracić go w 1661. Jednak po traktacie w Nystad w 1721 miasto (znane od tej pory jako Derpt) zostało wcielone do Imperium Rosyjskiego. W wielkich pożarach w latach 1708, 1763 i 1775 spłonęła niemal cała średniowieczna zabudowa. Miasto odbudowano w stylu późnego baroku i klasycyzmu. W latach 1776–1783 w mieście wzniesiono klasycystyczny sobór prawosławny. W 1869 w Derpcie odbył się pierwszy estoński festiwal muzyczny, w 1870 otworzono teatr narodowy, a w 1872 założono w mieście Stowarzyszenie Pisarzy Estońskich.

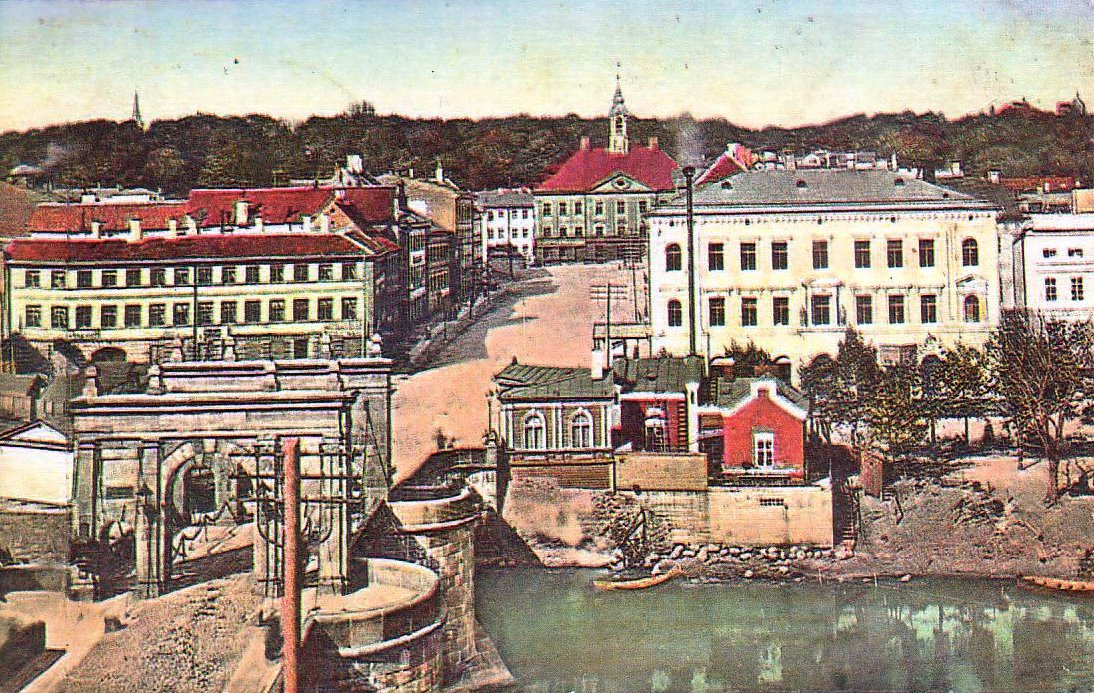
Miasto na początku XX wieku

Aż do I wojny światowej językiem wykładowym na słynnej dorpackiej uczelni był niemiecki. W roku 1893 zmieniono nazwę miasta na Jurjew i zaczęto je konsekwentnie rusyfikować, m.in. w 1895 język rosyjski stał się, obok niemieckiego, językiem wykładowym na uniwersytecie, wcześniej językiem wykładowym był na tym uniwersytecie tylko język niemiecki. Podczas zaborów w Polsce, szczególnie zaś po zamknięciu przez władze carskie Uniwersytetu Warszawskiego, kształcili się tu Polacy, nie chcący zdobywać wiedzy na uczelniach rosyjskojęzycznych w Królestwie Polskim oraz w innych częściach Imperium Rosyjskiego. W 1828 powstała tu najstarsza polska korporacja akademicka Konwent Polonia. Mimo oficjalnego panowania rosyjskiego miasto wciąż miało niemiecki charakter. Jeden z polskich studentów, Bolesław Limanowski, w swych Pamiętnikach 1835–1870 pisze, że ówczesne Tartu miało: „charakter zupełnie niemieckiego miasta. Język niemiecki panował wszędzie: w urzędach, na katedrach uniwersyteckich, w sklepach, na ulicy. Właściwe miasto było z prawej strony Embachu. Miało ono piękny staroniemiecki wygląd, zwłaszcza główna ulica Ritterstrasse (Rycerska) przedstawiała się wspaniale. Lecz największą ozdobą było wzgórze piętrzące się nad miastem i porosłe bujnym lasem, tak zwane Domberg, od dawnej katedry katolickiej, w której ongiś kazał Piotr Skarga.”

### W niepodległej Estonii

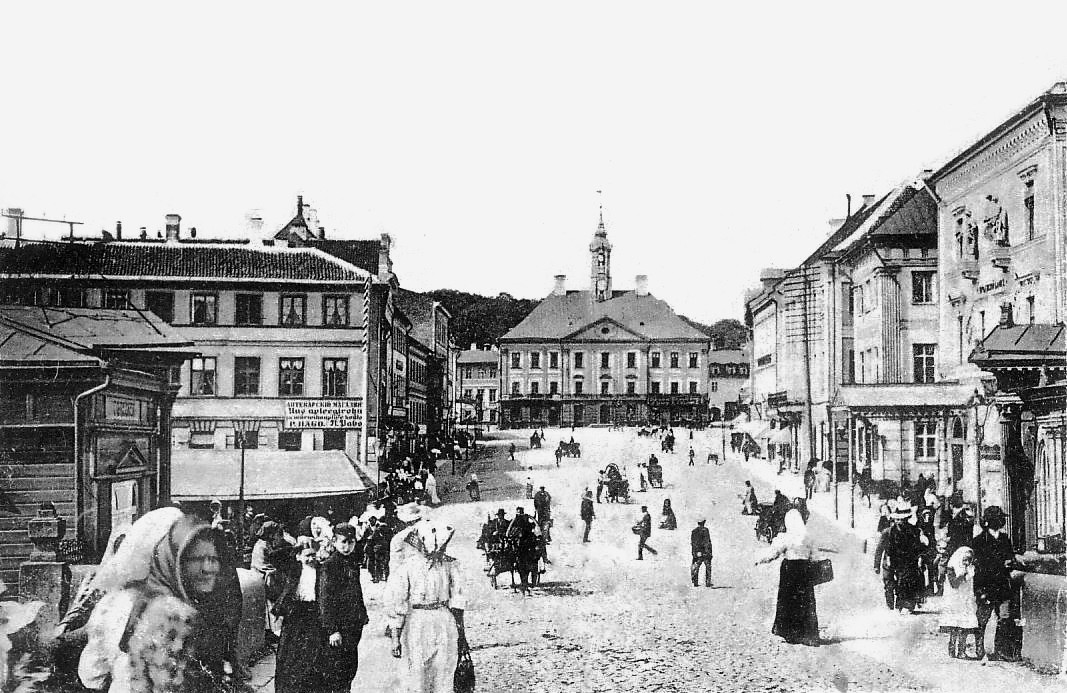
Plac Ratuszowy w czasach międzywojennej Estonii

Po wojnie estońsko-bolszewickiej i podpisaniu pokoju w Tartu 2 lutego 1920, potwierdzono przynależność miasta do niepodległej Republiki Estońskiej i miasto odzyskało swą estońską nazwę. W czasie II wojny światowej okupowane przez ZSRR od 1940. W 1941 i 1944 zostało w dużej części zniszczone. Druga wojna światowa zniszczyła dużą część centrum miasta, w czasie okupacji sowieckiej zostały wzniesione liczne nowe budynki – zwłaszcza nowy Vanemuine Theater.
Po wojnie, ze względu na utworzenie bazy lotniczej, ogłoszone miastem zamkniętym dla obcokrajowców. Dopiero od czasu odzyskania przez Estonię niepodległości w 1991 Tartu jest odbudowywane po zniszczeniach wojennych.

## Ludność

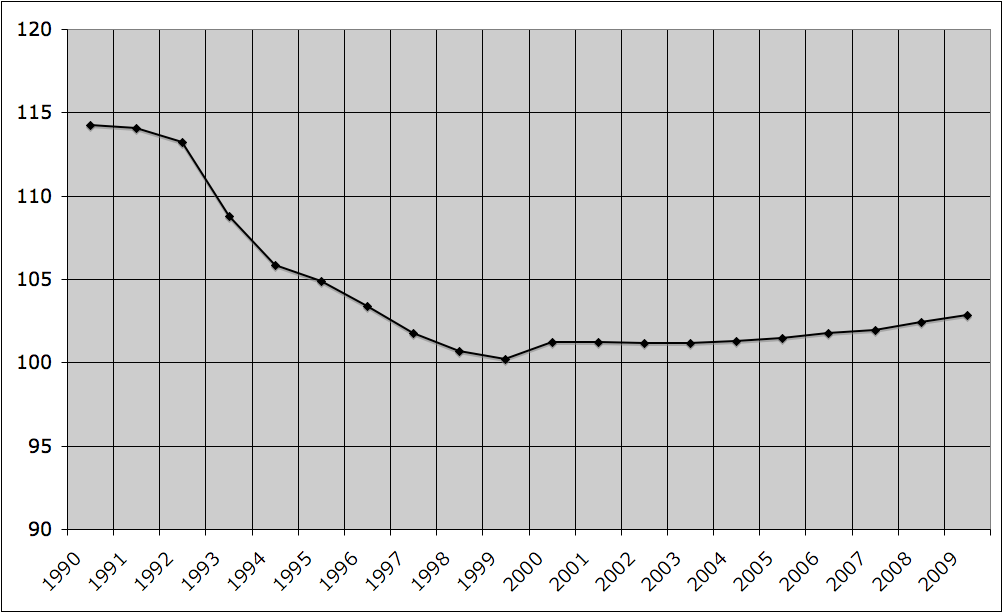
Populacja Tartu w latach 1990–2003 (w tysiącach)

Liczba mieszkańców Tartu w poszczególnych latach:
| Rok  | Liczba mieszkańców |
| ---- | ------------------ |
| 1550 | 6000               |
| 1721 | 21                 |
| 1789 | 3421               |
| 1802 | 3500               |
| 1854 | 13 000             |
| 1881 | 29 974             |
| 1897 | 42 308             |
| 1922 | 50 342             |
| 1934 | 58 876             |
| 1959 | 74 263             |
| 1970 | 90 459             |
| 1979 | 104 381            |
| 1989 | 113 320            |
| 1995 | 104 874            |
| 2000 | 101 241            |
| 2005 | 101 483            |
| 2006 | 101 740            |
| 2007 | 101 965            |
| 2009 | 102 817            |
| 2020 | 92 974             |

## Zabytki i atrakcje turystyczne
- Ratusz z 1789 r. (Tartu raekoda)
- Plac Ratuszowy (Raekoja plats) i Krzywa Wieża

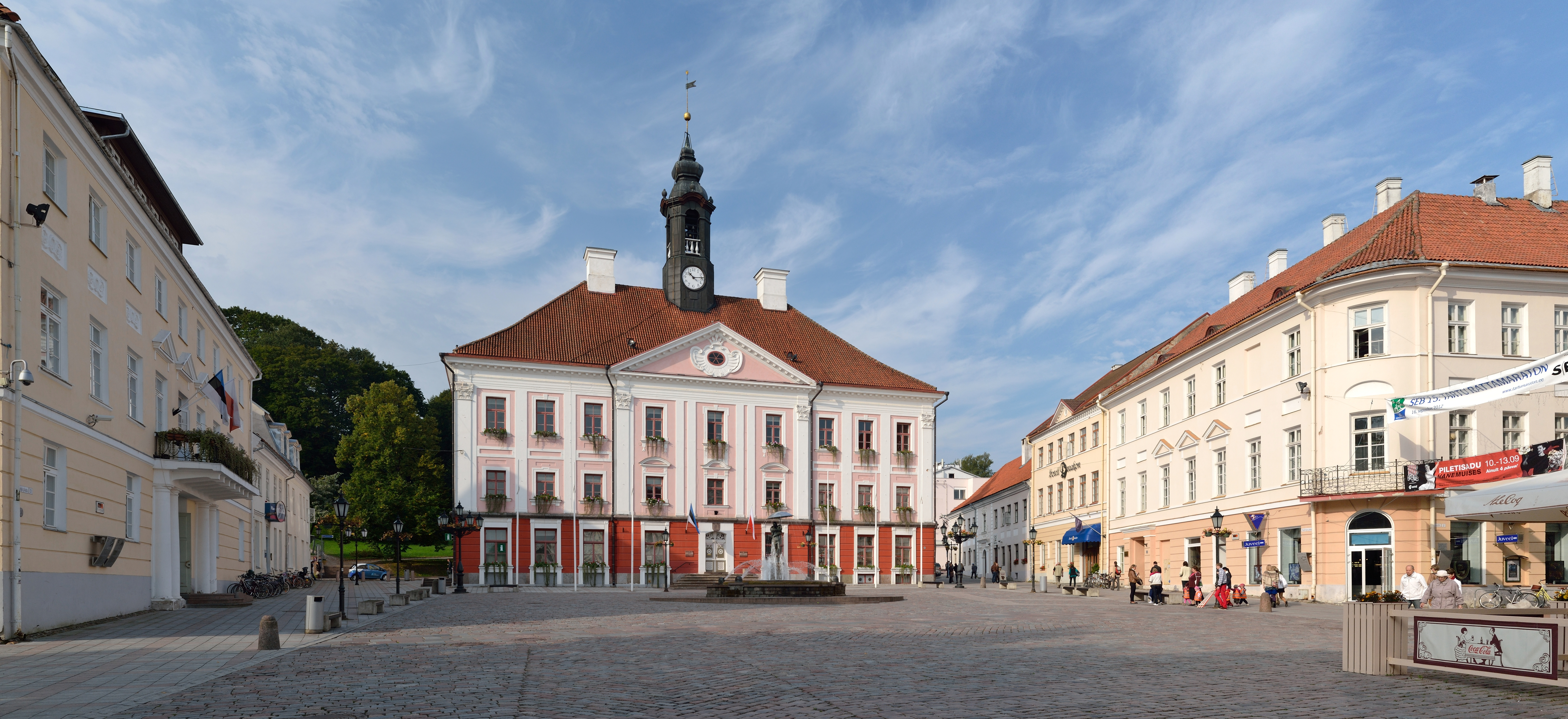
Plac Ratuszowy i ratusz

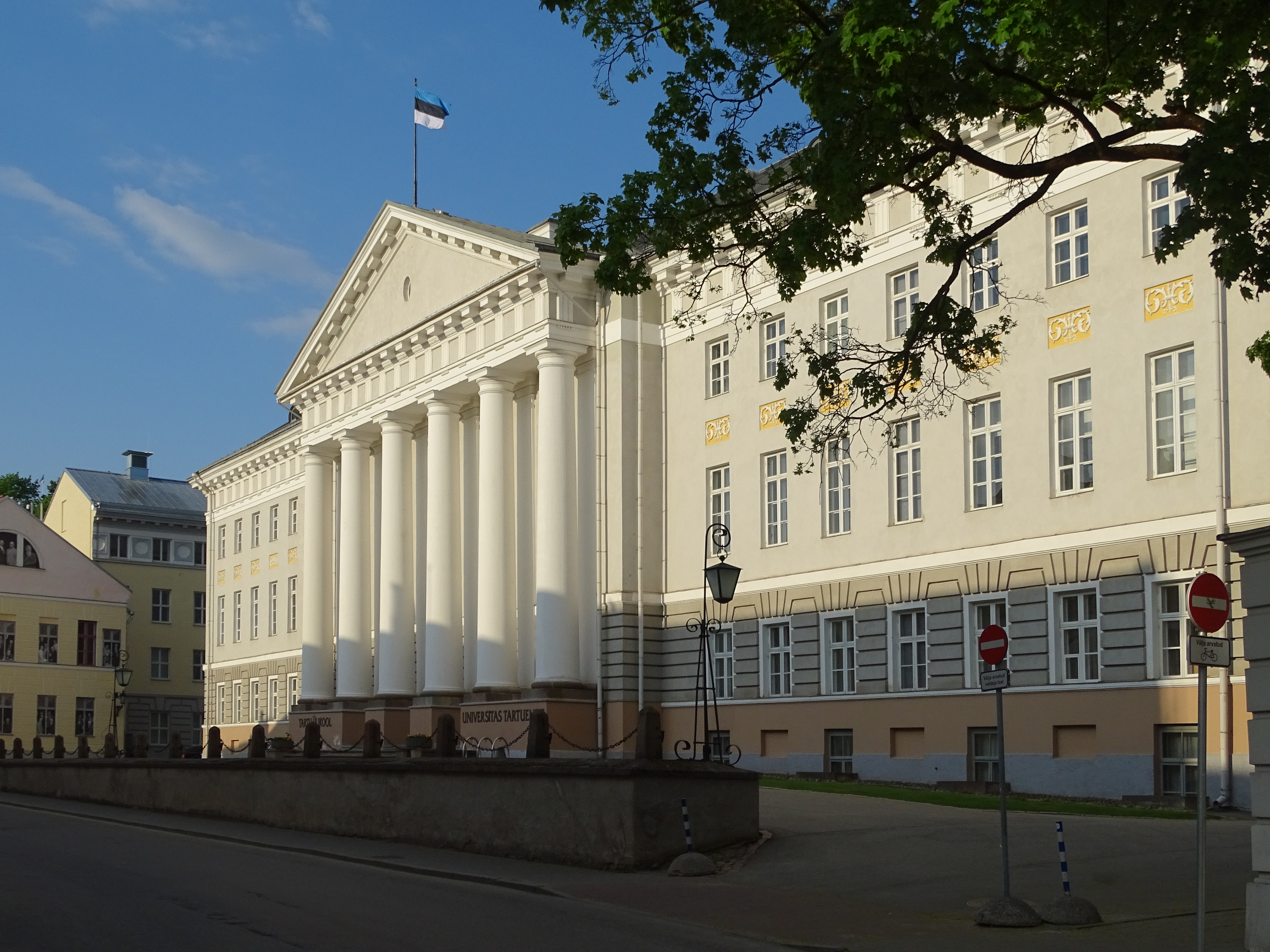
Gmach główny Uniwersytetu w Tartu

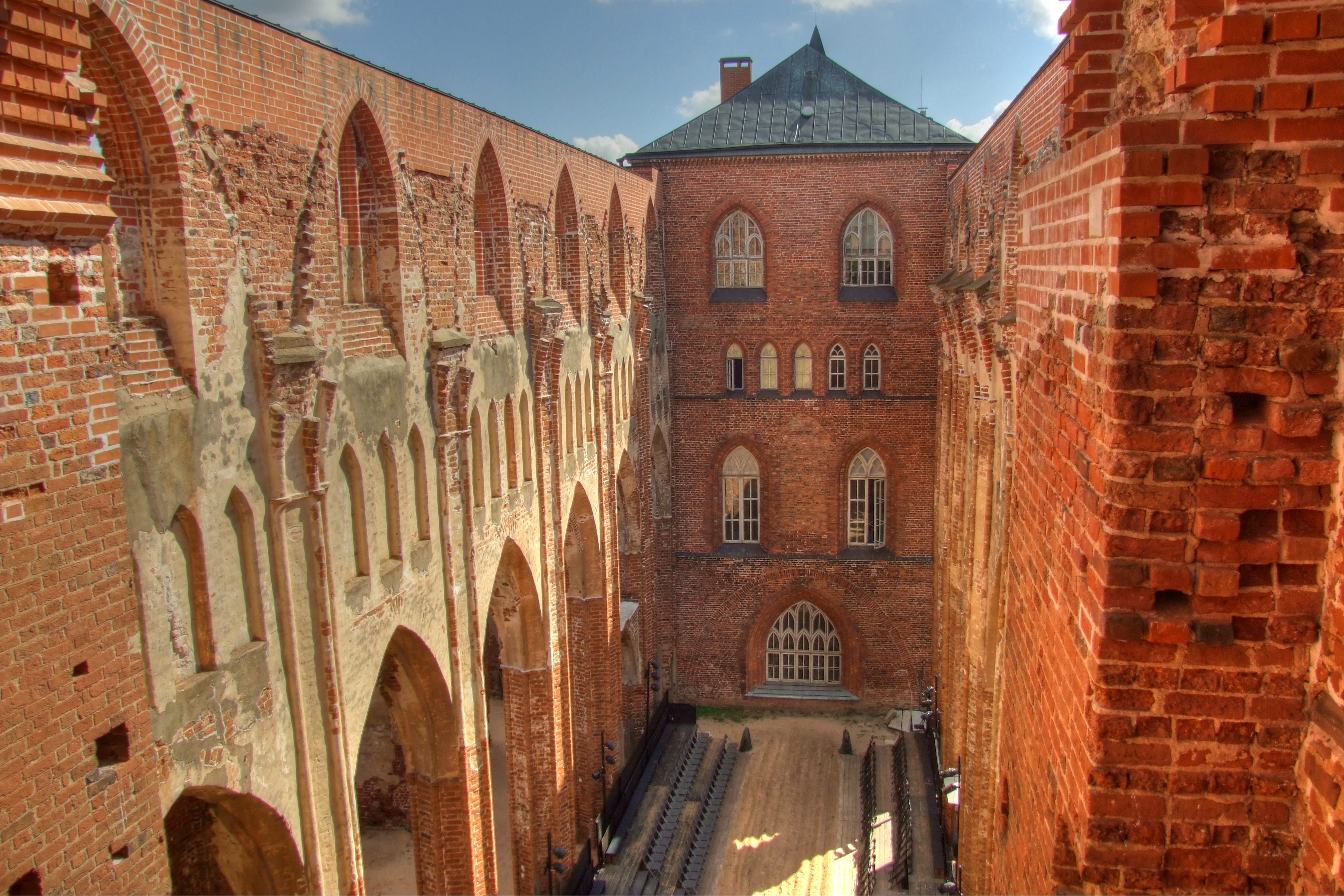
Katedra w Tartu

- A. Le Coq, najstarszy estoński browar z siedzibą w z Tartu (budynek z 1826 roku)
- Uniwersytet w Tartu, Uniwersytet Dorpacki (est. Tartu Ülikool) – estoński uniwersytet w Tartu (główny gmach z 1805 r.)
- Katedra w Tartu (est. Tartu toomkirik) – ruiny katedry rzymskokatolickiej. Katedra nosiła wezwanie św. Piotra i Pawła. Jest jednym z symboli architektonicznych Tartu. Katedra w Tartu jest jednym z najwspanialszych zabytków sakralnej ceglanej architektury gotyckiej na obszarze dawnej Liwonii. We wschodniej części byłej katedry (prezbiterium) mieści się Muzeum Historyczne Uniwersytetu w Tartu.

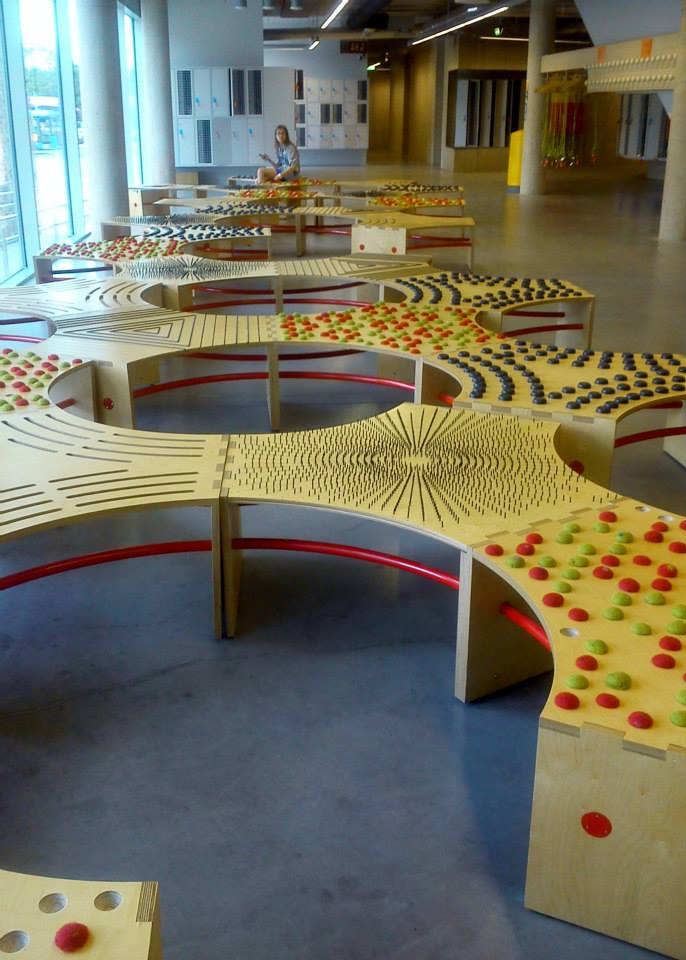
Hol w Centrum Nauki w Tartu

- Fontanna Studenckiego Pocałunku w Tartu
- Centrum Nauki – AHHAA Teaduskeskus
- Muzeum Zabawek w Tartu – Tartu Mänguasjamuuseum
- Luterański kościół św. Jana (estoński: Jaani Kirik, niemiecki: Johanneskirche) z XIV wieku
- sobór Zaśnięcia Matki Bożej z XVIII wieku
- cerkiew św. Jerzego
- ogród botaniczny
- Muzeum Sztuki
- Most Anielski z 1814 roku i Most Diabelski z 1913 roku
- Wzgórze Toome z XIX-wieczną biblioteką uniwersytecką (obecnie mieści się w niej Muzeum Historyczne Uniwersytetu) oraz dwa mniejsze budynki, będące pierwotnie wydziałami uczelni. Są to: pochodzące z 1805 r. Vana Anatoomikum (Muzeum Anatomii) i zbudowane pięć lat później Tahetorn (obserwatorium).
- Pomnik Michaiła Barclaya de Tolly
- Estońskie Muzeum Narodowe
- Estońskie Muzeum Literatury (Vanemuise 42)
- Muzeum Natury (Vanemuise 46)
- Tigutorn Tower, najwyższy budynek w Tartu, za Centrum Emajõe, druga co do wysokości wieża w mieście

## Gospodarka
W mieście rozwinął się przemysł maszynowy, metalowy, chemiczny, skórzany, włókienniczy oraz spożywczy.

## Ludzie związani z miastem
- na tamtejszym cmentarzu Raadi pochowano Augusta Sabbego – ostatniego partyzanta podziemia antykomunistycznego i niepodległościowego, poległego 28 sierpnia 1978 w walce z KGB;
- w roku 1704 urodził się Jacob von Eggers, szwedzki wojskowy, komendant Gdańska;
- w roku 1862 urodził się Gabriel Korbut, autor Literatury polskiej;
- w roku 1885 urodziła się Cezaria Baudouin de Courtenay Ehrenkreutz Jędrzejewiczowa – etnolog, pierwsza polska; przedstawicielka fenomenologii w badaniach nad kulturą ludową, pierwsza rektor w historii polskiej akademii;
- w roku 1906 urodził się Bronisław Wojciech Linke, znany polski malarz, rysownik i grafik, tworzący kompozycje o tematyce politycznej i społecznej;
- w roku 1908 urodził się Jerzy Hryniewiecki – polski architekt, urbanista, projektant licznych obiektów przemysłowych, sportowych, użyteczności publicznej, projektant wystaw i grafik, poseł na Sejm;
- ostatnie lata swojego życia spędził tam aktor Bruno O’Ya, tam też zmarł.

## Miasta partnerskie
- Bærum, Norwegia
- Deventer, Holandia
- Ferrara, Włochy
- Fredriksberg, Dania
- Hafnarfjörður, Islandia
- Hämeenlinna, Finlandia
- Kowno, Litwa
- Lüneburg, Niemcy
- Psków, Rosja
- Ryga, Łotwa
- Salisbury, USA
- Tampere, Finlandia
- Turku, Finlandia
- gmina Uppsala, Szwecja[14]
- Veszprém, Węgry
- Zutphen, Holandia